# Степанчук, Пётр Алексеевич
Пётр Алексе́евич Степанчу́к (19 июля 1928, с. Вересы, Волынский округ, УССР — 9 октября 2012, Киев, Украина) — бригадир комплексной бригады треста «Крещатикстрой» объединения Главкиевстрой, Герой Социалистического Труда (1958).

## Биография
В 1947 году окончил Житомирскую школу фабрично-заводского обучения (ФЗО) № 2. В 1969 году без отрыва от производства — вечернее отделение Киевского инженерно-строительного института.
Трудовую деятельность начал в мае 1948 года в Киеве каменщиком в тресте «Крещатикстрой». В 1948—1950 годах работал на строительстве завода по производству минеральной шерсти (минеральной ваты) на Теличке.
- 1953—1969 гг. — бригадир комплексной бригады треста «Крещатикстрой» объединения Главкиевстрой,
- 1969—1983 гг. — начальник строительного управления № 22 треста «Киевгорстрой-5»,
- 1983—1986 гг. — главный инженер на строительстве завода по выпуску альбумина, из которого производится заменитель крови — гамма-глобулин (Куба),
- 1986—1990 гг. — заместитель управляющего трестом «Киевгорстрой-5»,
- 1990—1999 гг. — мастер строительного управления № 21 треста «Киевгорстрой» № 5.

## Общественно-политическая деятельность
- 1962—1977 гг. — народный заседатель Верховного суда Украинской ССР.
- 1963—1968 гг. — член Комитета партийно-государственного контроля ЦК КП Украины и Совета Министров СССР.
- 1963—1971 гг. — депутат Верховного Совета УССР (3-х созывов).
- 1971—1982 гг. — депутат Киевского городского Совета депутатов трудящихся Украинской ССР пяти созывов.

Председатель общественного Совета Героев Советского Союза и Героев Социалистического Труда города Киева.
Умер 9 октября 2012 года на 84-м году жизни.

## Награды и звания
- Герой Социалистического Труда (1958).
- Заслуженный строитель Украинской ССР (1966).